# Асприлья, Ясер
Ясер Эснейдер Асприлья Мартинес (исп. Yaser Esneider Asprilla Martínez; родился 19 ноября 2003, Бахо-Баудо) — колумбийский футболист, полузащитник испанского клуба «Жирона» и сборной Колумбии.

## Клубная карьера
Уроженец Бахо-Баудо, Асприлья является воспитанником футбольной академии клуба «Энвигадо». В основном составе «Энвигадо» дебютировал 2 декабря 2020 года в матче колумбийской Примеры А против клуба «Индепендьенте Медельин». 18 июля 2021 года забил свой первый гол за «Энвигадо» в матче против «Атлетико Насьональ».
В январе 2022 года перешёл в английский клуб «Уотфорд».

## Карьера в сборной
16 января 2022 года дебютировал в составе сборной Колумбии в товарищеском матче против сборной Гондураса. 25 сентября 2022 года забил свой первый гол за сборную в товарищеском матче против сборной Гватемалы.